# Revêtement abradable
 (mai 2010).
Si vous disposez d'ouvrages ou d'articles de référence ou si vous connaissez des sites web de qualité traitant du thème abordé ici, merci de compléter l'article en donnant les références utiles à sa vérifiabilité et en les liant à la section « Notes et références ».
Un revêtement abradable, lorsqu'il est mis en contact avec un corps mobile, s’use préférentiellement à ce corps mobile. De tels revêtements servent là où des pièces mobiles doivent être au plus près de pièces fixes : compresseurs, turbines, rotors, etc.
L’application première qui a permis la création de ces revêtements, à la fin des années 1960, est le joint à revêtement abradable de compresseur ou de turbine d’un turboréacteur d’avion. En effet, en réduisant au minimum le jeu entre les ailettes mobiles et le carter de la conduite gazeuse, on augmente l’efficacité et le rendement du turboréacteur. Le revêtement abradable garantit la fiabilité du dispositif en cas de contact avec l’aube : il sera creusé par l’aube et celle-ci ne subira quasiment aucune usure. Sans ce matériau, le choc serait trop violent et casserait l’ailette.

## Types de revêtements abradables
Il existe plusieurs types de revêtements abradables. La seule chose qu’ils ont en commun est cette capacité à s’user facilement lorsqu’ils sont en contact avec un autre matériau.
Il existe des revêtements abradables :
- en polymères obtenus par moulage
- en nid d’abeille obtenus par brasage (synonyme de soudage) sur le carter
- en fibres métalliques obtenus par frittage
- en matériau hétérogène obtenus par dépôt par projection thermique (plasma ou HVOF)

### Abradables polymères obtenus par moulage
Il s’agit d’un procédé de moulage de polymère pour donner au matériau sa forme dans la conduite. 
Les abradables en polymère sont, par exemple, en gomme de silicone, en époxy, etc. C’est un type assez particulier d’abradable peu mentionné dans la littérature technique. Ils sont prévus pour des conditions modestes de service et sont réservés aux premiers étages de compresseurs qui ont des températures basses de fonctionnement.

### Abradables «nid d’abeille» obtenus par brasage
Le brasage est un procédé de soudure servant à la fixation d’une structure nid d’abeille métallique sur le carter au droit des aubes. 
Le métal du nid d’abeille est un alliage haute résistance résistant aux contraintes de l’environnement du réacteur et aux interactions avec les pales. Lors d’un contact avec l’extrémité d’une aube, les parois des alvéoles s’usent et se déforment plastiquement. Il est parfois couplé à un matériau abradable logé dans ses alvéoles. Il convient bien aux moyennes et hautes températures. 

### Abradables en fibres métalliques obtenus par frittage
Un des matériaux les plus utilisés en fibres métalliques (fibermetal) est le Feltmetal. Son procédé de fabrication utilise, à la base, une poudre métallique d’un alliage à très haute résistance mécanique et thermique, par exemple le Hastelloy X (un superalliage base nickel) ou du FeCrAlY (un alliage à base de Fer). Cette poudre est compactée pour constituer une feuille fine d’aggloméré, puis ces feuilles sont portées à une température élevée, mais inférieure à la température de fusion des métaux, sous vide. Le simple contact entre particules, sous cette chaleur, crée des liens très résistants par diffusion des matériaux les uns dans les autres. C’est le procédé de frittage sous vide (vacuum sintering). On obtient des plaques que l’on découpe en leur donnant la forme d’un arceau pour constituer un revêtement de joint d’étanchéité. 
Le rapport longueur/diamètre des fibres métalliques est par exemple ~90:1.
Ces matériaux en fibres métalliques conviennent aux fortes températures, de 1 000 °C jusqu’à 1 800 °C, et sont fortement utilisés pour les turbines.

### Abradables obtenus par projection thermique
La projection thermique est particulièrement adaptée à la création de revêtements protecteurs et notamment des revêtements abradables. 
C’est une technique de fabrication de la métallurgie des poudres. Un canon (gun) projette un flux de gaz souvent extrêmement chaud ainsi qu’une poudre issue d’un mélange de poudres métalliques et, éventuellement, non métalliques. Entraînées par le flux, ces particules solides se ramollissent ou fondent jusqu’au moment où elles percutent une paroi froide appelée substrat (substrate). Au contact de cette surface, elles se solidifient instantanément, ce qui permet la croissance d’un matériau sur le substrat. Une fois l’épaisseur satisfaisante, on peut, si on le souhaite, séparer le substrat du matériau en le découpant. Ce n’est pas nécessaire si on fabrique un revêtement sur la pièce finale. On peut en effet déposer l’abradable directement sur le carter. On peut aussi réparer un revêtement abradable trop usé en projetant sur celui-ci une couche nouvelle d’abradable, ce qui est un des gros avantages de cette technique par rapport aux autres mentionnées. 
Les caractéristiques de ces matériaux leur sont données lors de l’élaboration. Des compositions de poudres variées, allié à des paramètres processus réglables font qu’on peut obtenir une large gamme matériaux ou encore un seul type matériau mais avec des caractéristiques évoluant sensiblement : on peut ainsi faire fortement varier la dureté d’un abradable en ne changeant que des paramètres de fabrication. 
Dans ce processus, on joue principalement sur 3 éléments pour obtenir le revêtement souhaité :
- la source de chaleur,
- la poudre,
- le substrat.

#### Les types de projection thermiques
Les techniques de projection thermique se différencient suivant la source de chaleur qui crée la fusion et donne l’énergie cinétique nécessaire à la projection des particules [28][Quoi ?]. Celle-ci fixe le type de canon à utiliser et la gamme des revêtements que l’on peut fabriquer. Nous nous intéresserons aux principales techniques qui sont utilisés pour les matériaux abradables :
- la technique par combustion, qui compte les processus :
  - Flame spraying,
  - HVOF spraying,
  - Detonation spraying,
- la technique par arc électrique, qui regroupe les processus :
  - Plasma spraying,
  - Electric Arc wire spraying.

La technique plasma est celle qui est la plus utilisée.

##### Plasma
La technique par spray à plasma, est utilisée pour donner un grand nombre de matériaux à forte abradabilité. Le plasma est généré par des électrodes concentrique soumises à une forte différence de potentiel électrique et un fort courant continu, qui ionisent un gaz inerte (azote, argon, hélium) et lui font atteindre une forte pression et une température extrêmement élevée (plus de 16 000 °C pour un courant de 1 000 A). Un flux de poudre est ensuite injecté dans le conduit et entraîné par le plasma. Cette technique permet de faire entrer en fusion n’importe quel métal, même le plus réfractaire étant donné les températures atteintes. Les vitesses atteintes sont extrêmement élevées. Un système de refroidissement du canon est nécessaire dans la zone de création du plasma.
Processus de projection plasma :
- Température de flamme max. :	entre 8 000 à 16 000 °C
- Températures des particules :	entre 2000 et 4 226,85 °C
- Vitesse des particules :	autour de 250 m/s
- Matériaux obtenus :	matériaux très réfractaires (céramiques), revêtements destinés à la protection contre l’usure ou la corrosion et à la protection thermique. Application aéronautique, et autres secteurs où l’environnement est très agressif

##### Paramètres de la fabrication
Les débits de gaz, de poudre et le déplacement de la zone affectée permettent de contrôler l’épaisseur et la composition du matériau obtenu.
Par le réglage de la vitesse et de la distance de projection, on maîtrise le temps de mise en contact avec le gaz. On fixe aussi la température du gaz dans le processus de production de chaleur (débit de combustible, tension). Suivant les caractéristiques physico-chimiques des matériaux contenus dans la poudre (taille, point de fusion…) on obtient un état plus ou moins fondu des particules et une certaine énergie d’impact lorsqu’elles atteignent le substrat. Il faut des réactions chimiques se produisant également créant de nouveaux corps sur le substrat (des oxydes notamment).
Suivant l’énergie d’impact et la pénétration des particules sur la couche en création, on aura des porosités, des oxydes et des structures cristallines différentes. La température du substrat (refroidi en continu autour de 100 °C pour qu’il y ait une solidification rapide) joue un rôle important car on obtient des vitesses de refroidissement brutales pouvant aller jusqu’à 1 × 106 K/s. La pénétration des particules dans le substrat génère des globules de structure lamellaire ou lenticulaire. En revanche, on doit faire attention à cette vitesse de refroidissement car cela introduit de fortes contraintes résiduelles dans la nouvelle couche pouvant entraîner un détachement de la couche du substrat ou amorcer des fissures par endroits. Ces contraintes sont un vrai problème pour les fabricants de revêtement abradable et leurs clients.
La maîtrise est complexe car il faut faire des compromis entre vitesse des particules et taille des particules, dispersion du jet de particules et énergie communiquée par le canon, etc.

#### Nature des matériaux
Les matériaux fabriqués par projection thermique sont donc par nature très hétérogènes. Pour expliquer en quoi consiste un matériau abradable, on peut dire que c’est un matériau composite constitué de 3 éléments principaux :
- une phase métallique qui permet de garantir la rigidité du revêtement et la résistance à la corrosion,
- une phase non métallique ayant pour rôle de lubrifier le contact au passage de l’extrémité de la pale (phase appelée parfois lubrifiant solide),
- de porosités qui permettent le détachement aisé des particules de revêtement lors du contact (un matériau poreux est plus facilement friable).

Chaque élément a tendance à jouer un rôle fonctionnel dans le contact aube abradable et les particularités de chacun de ces éléments font la différence entre les gammes d’abradables.
Ce qui permet de dénommer un matériau abradable est la composition chimique des poudres, la taille des particules qui la composent, le taux de porosité, voire certains paramètres liés à sa fabrication.
Voici un exemple de matériau abradable  :
| Nom                        | Metco 601NS |
| Formule Chimique           | Al 12Si 40Polyestère |
| Tailles des Particules     | -125 +11µm (-120 mesh +11 µm) |
| Morphologie                | Mélange uniforme |
| Processus                  | Air Plasma, |
| Propriétés et Applications | Matériau de revêtement abradable haute qualité pour une utilisation dans des sections de turboréacteurs. Convient pour des températures de service inférieur à 325 °C (617 °F). |

#### Classement en fonction des températures
Les matériaux abradables projetés thermiquement sont généralement classés en fonction des températures qu’ils peuvent supporter. On peut les répartir en trois grandes catégories :
- 1)	Basses températures : de l’ambiante à 400 °C (adaptés aux compresseur basse pression)
- 2)	Températures moyennes : de l’ambiante à 760 °C (pour les compresseurs basse et haute pression)
- 3)	Températures élevées : de 760 à 1 150 °C (pour les turbines).

## Propriétés majeures des revêtements abradables
(Cas des turbines et compresseurs de turboréacteurs)
Ils doivent résister à des endommagements ayant deux origines : l’endommagement dû au contact avec l’aube et celui dû à l’environnement de la conduite des gaz. 

### L’abradabilité
En cas d’interaction avec une aube, les particules de l’abradable doivent se détacher facilement du reste de l’abradable.
Pour cela le matériau doit avoir une faible cohésion structurale, ou une faible résistance au cisaillement.  

### Durée de vie
Comme les mécanismes de contact sont complexes, à la fois liés à l’impact de l’aube et à la friction des matériaux, il faut que ce soit un mécanisme d’usure le plus favorable possible qui se produise afin d’assurer que le revêtement dure plusieurs centaines d’heures. C’est le cœur du problème : avoir un matériau qui s’use préférentiellement à l’aube mais qui garde ses propriétés dans la durée. La composition de l’abradable doit favoriser les bons mécanismes d’usure.

### La résistance à l'érosion gazeuse
L’érosion est causée par l’entraînement gazeux et les petites particules pouvant être chargées par ce milieu.

### La résistance aux températures
L’environnement des conduites de gaz de turboréacteurs conduisant à des températures de 300 à 1 800 °C, le revêtement doit garder ses propriétés mécaniques et donc éviter :
- la perte des propriétés de résistance mécanique à haute température (fluage) face à l’impact-friction avec une aube
- la fatigue thermique (amorçage de fissure à cause d'un trop grand nombre de cycles thermiques),
- l’interdiffusion des matériaux du revêtement vers le carter.

Dans certains cas, ils ont aussi une fonction d’isolation thermique des matériaux du carter, sauf s’ils sont déposés sur une autre couche spécifiquement conçue pour la protection thermique de celui-ci. 

### La résistance à l’ambiance extrêmement corrosive et à l’oxydation
Les fortes températures et pressions, la présence de vapeur d’eau, les porosités dans le matériau, favorisent l’oxydation.
La présence d’eau et de particules (vols au-dessus du milieu marin pour les turboréacteurs) favorise la corrosion.

## Applications industrielles
En premier lieu, les joints d’étanchéité sans contact fonctionnant avec revêtements abradables notamment :
- dans le secteur aéronautique : 
  - contact rotor-stator d’hélicoptère
  - contact aube turbine de compresseur
- dans la production d’électricité :
  - les turbines et compresseurs

## Historique
Le matériau abradable a été créé entre la fin des années 1960 pour les turboréacteurs d’avions. Durant des années, des recherches importantes en développement (impliquant chercheurs et motoristes) ont permis d’augmenter les températures auxquelles les abradables peuvent frotter sans danger sur les aubes de rotor : on est passé ainsi de 350 à 1 200 °C, l’augmentation des températures étant favorable à l’efficience de ces moteurs. Ils sont désormais présents dans tous les réacteurs actuels. Les turbines et compresseurs terrestres ont commencé à les utiliser que depuis les années 1990 : turbines à gaz de centrale, turbocompresseurs automobiles, compresseurs, pompes, etc.

## Quelques fabricants
- Flame Spray,
- Sulzer-Metco,
- Technetics,
- Praxair,